# Miłość nad rozlewiskiem (serial telewizyjny)
Miłość nad rozlewiskiem – polski serial telewizyjny, będący drugą serią przygód Małgorzaty, Barbary i Marysi. Premiera serialu odbyła się 12 września 2010 w TVP1 (w wersji HD na TVP HD). Serial jest kontynuacją Domu nad rozlewiskiem. Jest również ekranizacją książki Małgorzaty Kalicińskiej
Plenery: Warszawa, Pajtuński Młyn, Pasym, Purda.

## Obsada
- Joanna Brodzik jako Małgorzata Jantar
- Małgorzata Braunek jako Barbara Jabłonowska
- Olga Frycz jako Marysia Jantar
- Piotr Grabowski jako Konrad Jantar
- Agnieszka Mandat jako Kaśka
- Anna Czartoryska jako Paula
- Jerzy Schejbal jako Tomasz
- Joanna Drozda jako Elwira
- Julia Czupryńska jako Dominika, córka Elwiry
- Bartłomiej Kasprzykowski jako Janusz Lisowski
- Ewa Bakalarska jako Ada Dobrowolska
- Krystian Wieczorek jako Sławek Maj
- Antoni Królikowski jako Kuba
- Marek Kałużyński jako ksiądz Karol
- Irena Telesz-Burczyk jako Róża, matka proboszcza
- Maciej Wierzbicki jako Maciej Skwara, organista
- Robert Wrzosek jako Andrzej Parchuć
- Sylwia Juszczak-Krawczyk jako Mirka
- Hanna Wolicka jako Czesia Karolakowa

i inni

## Lista odcinków
| Nr odcinka | Data premiery (TVP1) | Oglądalność |
| ---------- | -------------------- | ----------- |
| 1          | 12 września 2010     | 4 084 010   |
| 2          | 19 września 2010     | 3 993 700   |
| 3          | 26 września 2010     | 4 092 870   |
| 4          | 3 października 2010  | 4 090 880   |
| 5          | 10 października 2010 | 4 088 020   |
| 6          | 17 października 2010 | 4 397 300   |
| 7          | 24 października 2010 | 4 494 030   |
| 8          | 31 października 2010 |             |
| 9          | 7 listopada 2010     |             |
| 10         | 14 listopada 2010    |             |
| 11         | 21 listopada 2010    |             |
| 12         | 28 listopada 2010    |             |
| 13         | 5 grudnia 2010       |             |